# 鮭延氏
鮭延氏（さけのべし）は、日本の氏族のひとつ。宇多源氏佐々木氏のうち、六角氏流鯰江氏の一族と自称した。

## 概要
近江鯰江城（現・滋賀県東近江市鯰江町）の城主、鯰江氏の一族であったという。応仁の乱以降の15世紀末頃か、新太郎綱村が一族を率いて出羽北部の仙北に下向する。沼館城（現・秋田県横手市雄物川町沼館）を居城としていた小野寺氏の庇護を受け、関口（現・秋田県湯沢市関口）の番城を預けられた。
その後、当主は綱常、常孝と続き、大永から天文年間（1520～30年代）頃、小野寺氏の命で現在の山形県側の最上地方に岩鼻館（現・山形県戸沢村蔵岡岩花）を拠点として築き、天文4年（1535年）には、佐々木貞綱が鮭延荘に鮭延城（現・山形県真室川町内町）を築いたという。天文5年（1536年）には貞綱が菩提寺として正源寺（現・山形県真室川町新町）を開基している。永禄6年（1563年）に庄内地方の大宝寺氏（武藤氏）の侵攻に敗れ、鮭川のほとりに退いて鮭延城を新たな拠点とした。これ以降、鮭延氏を名乗るようになる。小野寺氏と縁戚関係を結び、小野寺義道の母は貞綱の妹である。
貞綱の子秀綱が当主となって後、天正9年（1581年）に山形城（現・山形県山形市霞城町）城主最上義光の侵攻を受け、攻め手の氏家守棟の調略により、一族の庭月広綱らの切り崩しを受けたため降伏、本領を安堵された。以後は最上氏に仕え、最上領北方の守護として旧主・小野寺氏を相手に和戦両面で活躍、文禄4年（1595年）には楯岡満茂の先鋒として湯沢城（現・秋田県湯沢市古館山）攻略に貢献するなどした。
慶長5年（1600年）の関ヶ原の戦いに呼応して直江兼続率いる上杉軍が、最上氏の長谷堂城を包囲する（慶長出羽合戦）。秀綱は副将格として城主の志村光安を助け、楯岡光直や清水義親らと共にこれを救援した。戦後に最上氏が出羽山形57万石に封じられると、秀綱には真室城（鮭延城）11,500石が与えられた。
元和3年（1617年）、年少の最上義俊が家督を継いだことに反対し、秀綱らは義光の四男・山野辺義忠を擁立したため、家臣団は分裂して対立した。このお家騒動（最上騒動）が理由で元和8年（1622年）、最上氏は近江国大森1万石に転封。事実上、改易された。最上氏の家臣団は諸大名に預けられ、秀綱とその家臣も佐倉藩主・土井利勝預かりとなったが、後に最上騒動の不始末を許されてからは土井氏に仕えた。秀綱は正室と嫡男の秀義に先立だれていたが、元和9年（1623年）庶子を儲け、また秀義の妻子を引き取っている。庶子は森川弥五兵衛と名乗らせ家臣扱いとし、秀義の子は籠宮姓を名乗らせ別家とし、鮭延氏を断絶させた。森川氏は土井家臣として続いている。
秀綱は寛永10年（1633年）4月の土井家転封に伴って古河に移り、正保3年（1646年）死去。付き従っていた家臣たちはあらためて土井氏の家臣となった。遺徳を偲んだ家臣達によって鮭延寺（現・茨城県古河市大堤）が建立され、弔われた。鮭延氏の墓所は鮭延寺と正源寺の双方にある。
秀綱の弟・井上綱知は兄に従い知行1000石であったが、元和元年（1615年）死去し、その子の義綱は伯父に従って土井氏に仕えた。義綱は土井利勝の推挙で幕府直参となる見込みで江戸に向かったが直後に病没して成らず、子孫は代々江戸の町医者となったという。文化13年（1816年）に鮭延秀庵義知が加賀藩に召し出され藩医となった。義知には妻子がなく、手塚光照の子の鮭延節藏（良節）を養子とした。この家系は養子縁組をしながら続き、外交官の鮭延信道などがいる。